# 雲嘉南

雲嘉南過去同屬單一行政區臺南州

雲嘉南地區是指台灣西南部偏西北瀕台灣海峽的地區，由雲林縣、嘉義市、嘉義縣及臺南市所構成，其範圍等於臺灣日治時期臺南州的轄區範圍。居住人口約327萬，聚集約七分之一的台灣人口。區域主要為台灣西部的鄉村地區，以農漁生產及製造業為主要產業，都會化地帶在臺南都會區和嘉義都會區的市區，為臺灣第五大和第七大都會區。

## 地理

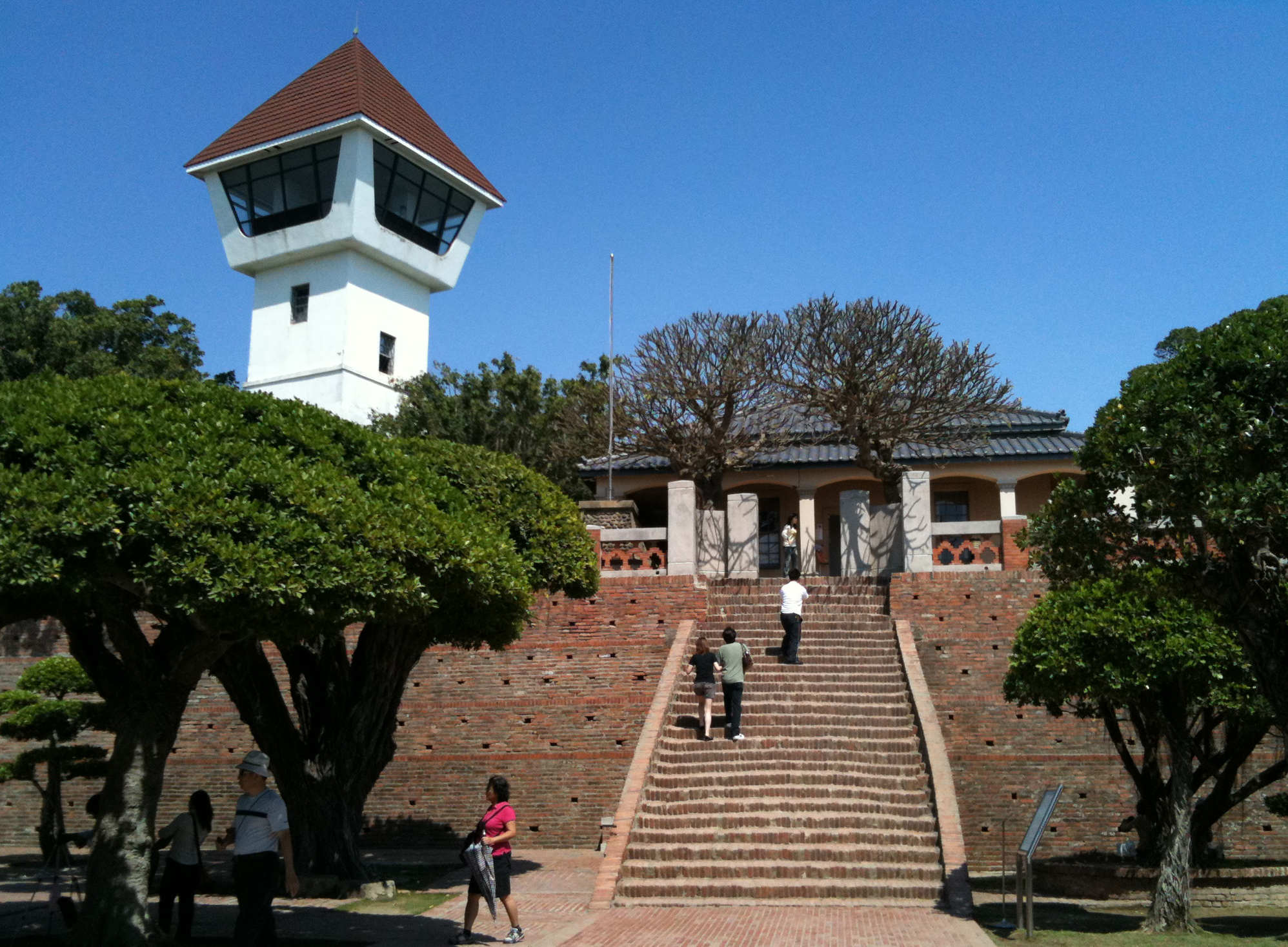
臺灣荷西統治時期熱蘭遮城遺址

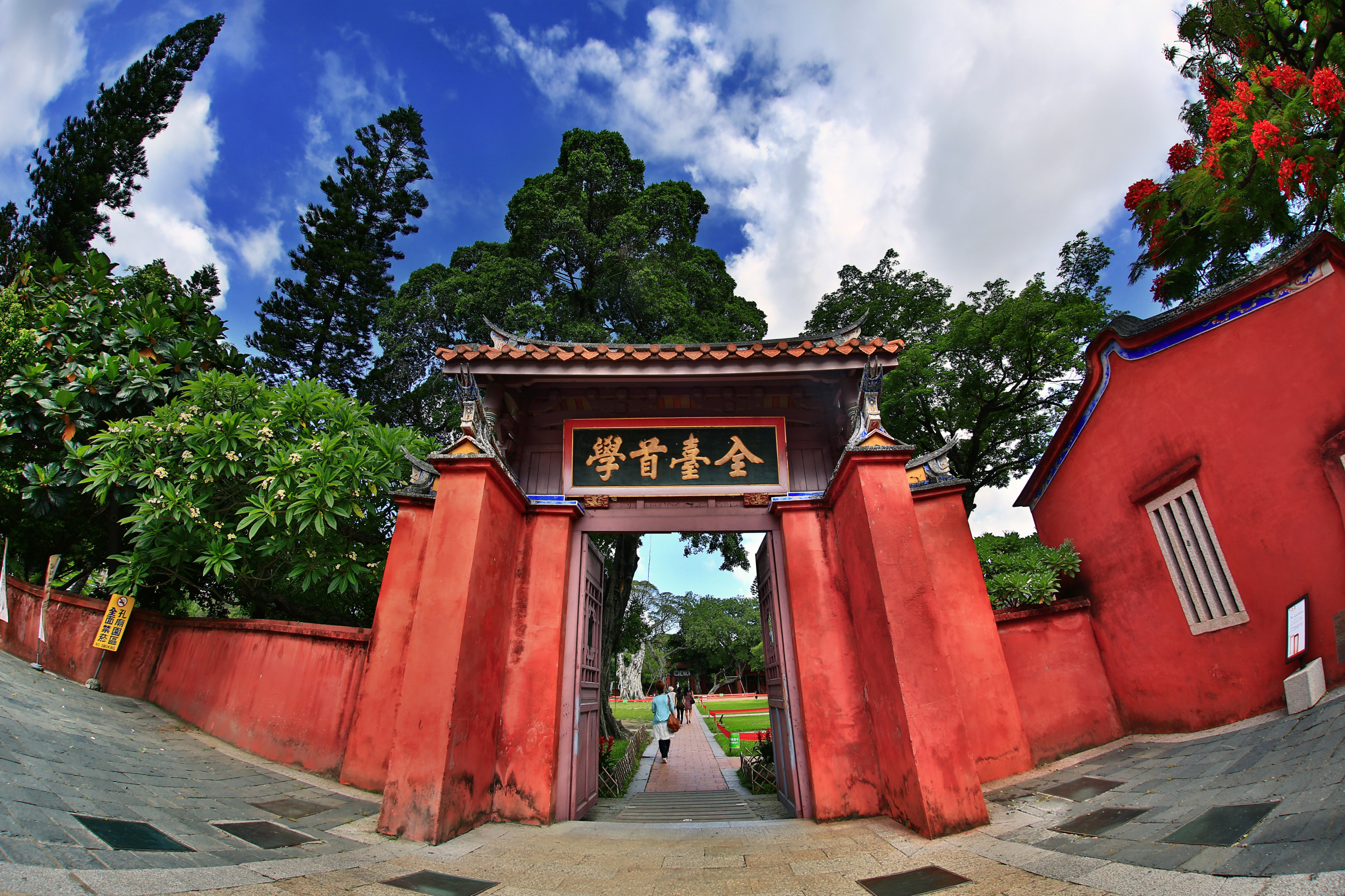
明鄭時期所建的全臺首學

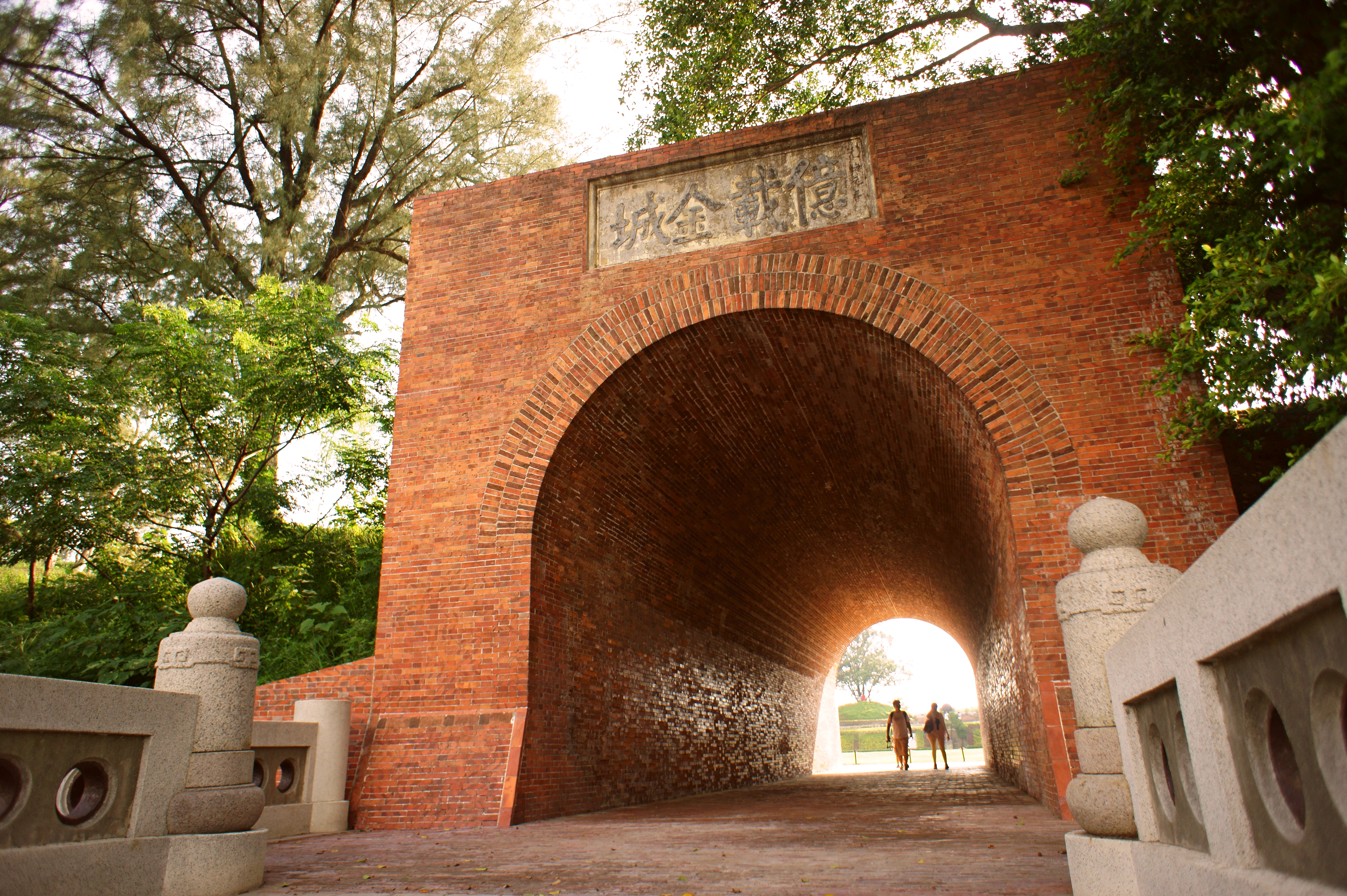
臺灣清治時期億載金城

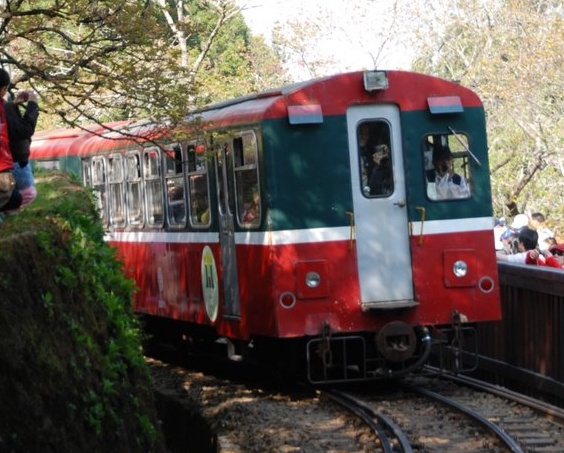
阿里山森林火車

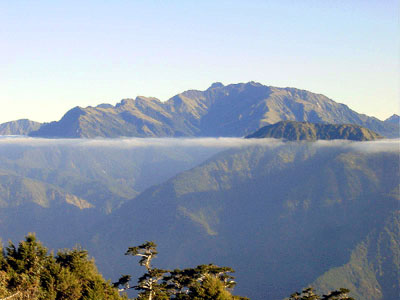
玉山國家公園

- 雲嘉南的中心是台灣最大的平原嘉南平原，東側為山地，西側鄰台灣海峽。有時也會加上離島澎湖縣。此外，在行政上也屬於雲嘉南。某些情況下雲嘉南地區也包含澎湖縣。

### 自然地理
- 由於雲嘉南地區位處台灣最大的平原，土質屬於沖積層，適合用來灌溉稻米、玉米、芝麻等等，是台灣重要的糧庫，但也因為土質過於鬆軟，發生地震時往往會因為場址效應的關係而造成搖晃放大。
- 另外嘉義縣也擁有全台最高的山脈玉山山脈，海拔高達3952公尺，是東亞地區最高的山。
- 被稱為「都會區」的臺南市，擁有豐富的自然環境及古蹟。也是全台灣第一座都市型國家公園，在自然公園的面積比例上，台江國家公園位居全國第五位。
- 國家公園：台江國家公園

### 氣候
- 位於台灣海峽沿岸，呈現夏季多雨、冬季乾燥的副熱帶季風氣候。而臺南市全境位於北回歸線之南，屬副熱帶季風氣候與熱帶氣候的過渡帶，依照國際通用的柯本氣候分類法台南屬於副熱帶氣候。
- 受到東北季風的影響，與高屏地區以南相比，氣溫明顯較低、有時甚至低於北北基。
- 冬季的平原地區，特別是寒流來襲時，即使受到寒流影響，晴朗的雲嘉南白天氣溫也比較高。另一方面，內陸地區在冬季十分寒冷，日間溫差非常大。其中，北台南、嘉義縣為中心的內陸地區，早晨氣溫可低至10度甚至以下，與白天的高溫差距可達將近10度以上。

## 區域

### 台南市
- 北臺南：又稱台南溪北，曾文溪以北的原臺南縣（現已合併為直轄市）。包含了新營區、鹽水區、後壁區、白河區、東山區、柳營區、佳里區、西港區、七股區、學甲區、將軍區、北門區、麻豆區、下營區、六甲區、官田區、大內區、其中佳里區、學甲區、西港區、七股區、將軍區、北門區這六區又別稱為鹽分地帶、台南海線地區，此外包含新營區、鹽水區、後壁區、白河區、東山區、柳營區等六區所合稱的新營地區，與嘉義縣市交流較他區頻繁。
- 南臺南：又稱台南溪南，與舊省轄台南市緊密相連、來往密切的曾文溪以南的原臺南縣。包含了永康區、仁德區、歸仁區、龍崎區、關廟區、新市區、新化區、山上區、善化區、安定區、玉井區、左鎮區、南化區。
- 台南市區：是由舊稱台南府城的聚落所發展出來的連貫都市化地區，台南市區範圍並未見官方有明確定義，因而有多種不同說法，但大致均未超越舊台南省轄市六區及永康區的管轄範圍。
- 台南都會區：依據臺灣都會區及相關法令，「臺南市、東區、南區、北區、中西區、安平區、安南區、永康區、仁德區、歸仁區、安定區、七股區、關廟區；高雄市湖內區、茄萣區為大都會區」。

### 嘉義縣市
- 嘉義都會區：依據臺灣都會區及相關法令，「嘉義市西區、東區、嘉義縣民雄鄉、水上鄉、中埔鄉、太保市為次都會區」。
- 嘉義地區 ，可以指嘉義縣及嘉義市，簡稱「嘉義縣市」或「嘉義市縣」。
- 嘉義市：嘉義都會區的中心城市，生活圈腹地涵蓋北至雲林縣、南至台南溪北地區(以新營地區為主）
- 嘉義縣：擁有嘉義都會區之民雄鄉、水上鄉、中埔鄉及太保市的衛星城市，及山線和海線的行政區域。

### 雲林縣
- 雲林縣最大都市為斗六市，傳統地域上分為三大地區。
- 斗六地區：以斗六市為首，包含了雲林縣斗六市、斗南鎮、林內鄉、古坑鄉、大埤鄉、莿桐鄉。
- 虎尾地區：以虎尾鎮為首，包含了雲林縣虎尾鎮、西螺鎮、土庫鎮、褒忠鄉、二崙鄉、崙背鄉、麥寮鄉、台西鄉、東勢鄉等地。
- 北港地區：以北港鎮為首，包含了雲林縣轄北港鎮、元長鄉、四湖鄉、口湖鄉、水林鄉，又稱雲林海線地區。

## 經濟

### 全體經濟
臺灣企業總部大部份聚集在臺南都會區內。另一方面，臺南都會區以外的區域，工廠與物流據點較為分散，私人企業的工廠聚集形成「工業區」，營業所與零售業發達的都市也十分常見。

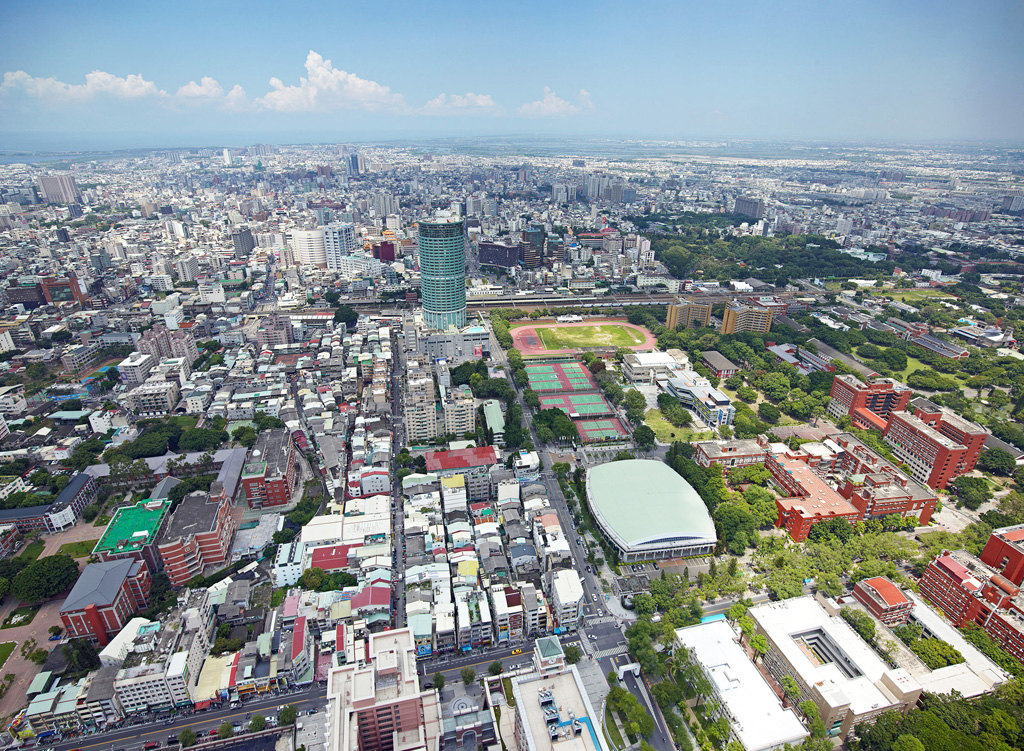
臺南市中心今貌

106年（2017年）的臺南GDP達2兆2000億元，約佔全台GDP的15%。

### 第一級產業

#### 農業

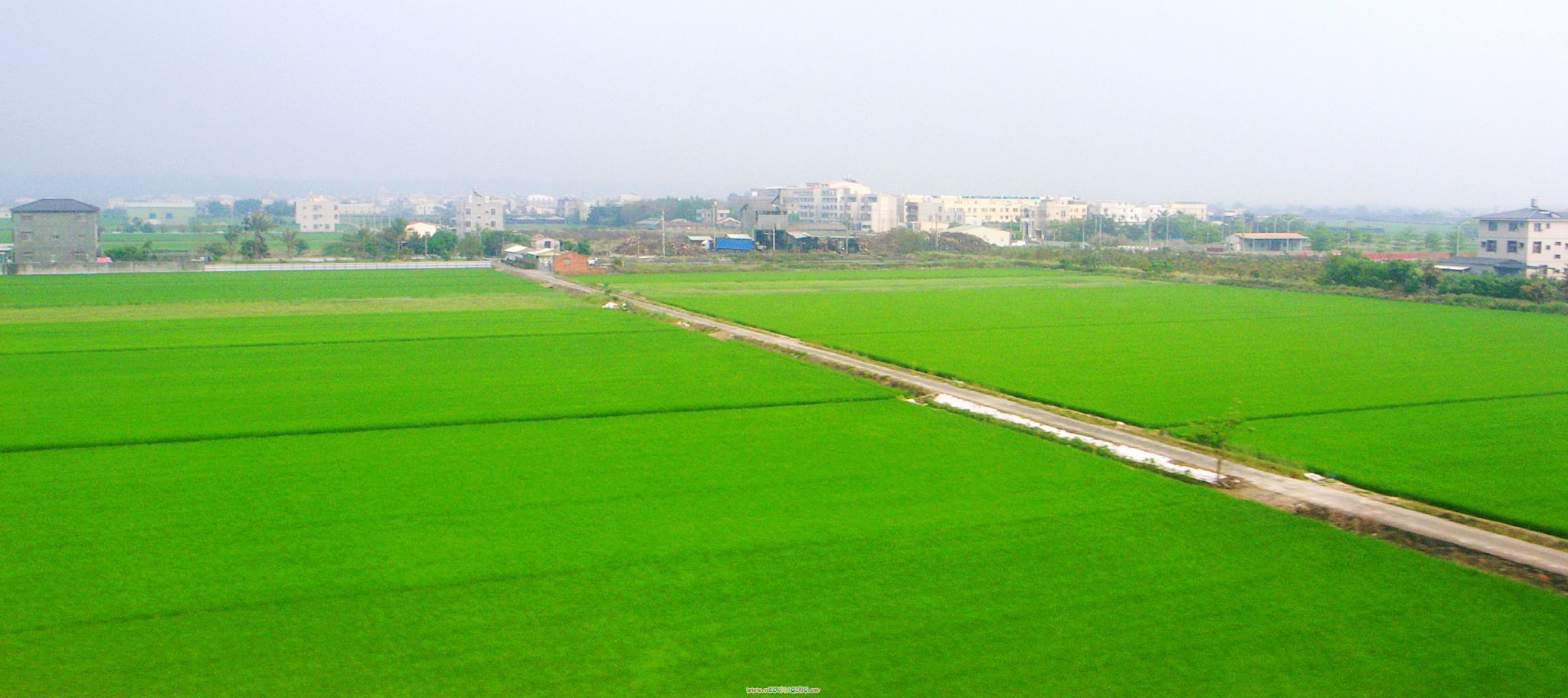
嘉南平原一隅。在西南部到處可見綠色稻田，是台灣最主要的農業產區，譽有「穀倉」之稱。

- 嘉南平原其農業生產額名列前茅，總佔全台之冠，臺南市北邊、嘉義縣、雲林縣都有大量農業生產量。尤其，雲嘉南農業生產總數為全台最高，為臺灣第一，蔬菜生產額為臺灣第一位。但近年因住宅與工業的開發，加上後繼者問題，農業逐漸衰退，耕作放棄地不斷增加。尤其臺南都會區內的佳里區至安南區一帶大幅衰退，逐年減少。嘉義山線地方多有種植蔬果、茶葉咖啡等作物。
- 臺南周邊是典型的都市近郊農業，主要產物為蔬菜與稻米。

### 第二級產業

#### 建設業
- 許多大型的承建商總部集中在臺南都會區，會在臺南市區進行許多大規模辦公大廈與公寓大樓、道路、鐵路（地下鐵）等建設。另嘉義都會區亦有部分中型承建商總部。

### 第三級產業

#### 商業
- 臺南市是雲嘉南地區最大的城市，以安平區、中西區、東區、南區、北區、安南區等六區為中心，百貨公司、購物中心、專門店、高級品牌店，大型商業設施，餐飲店等大量聚集，以及位於高鐵台南站特定區於2022年初開幕的MITSUI OUTLET PARK 台南，更有不少的大型商圈，近年來的觀光熱潮更帶動了台南市商圈的興盛。
- 嘉義市西區共計有3間百貨商場、東區則有1間。

#### 金融
- 臺南市是臺灣企業與許多地方銀行的總部起源地，各地的企業與主要在地金融機關也會在此設立臺南總部或分店，如京城銀行總部及設立於台南市中西區；此外還有許多外地及臺灣各地的企業會在此設立分公司、雲嘉南區總部，(如富邦台南金融中心、國泰台南置地廣場、南山台南廣場、新光人壽台南大樓等)。

- 嘉義市最大型的金融機構總部為嘉義市第三信用合作社，其次為嘉義市農會、嘉義縣農會等等，另也有部分的金融企業公司會在嘉義市設立分公司(如國泰嘉義中興大樓、新光人壽嘉義中興大樓)，另如台北富邦銀行於嘉義分行設有法金嘉南區中心。

## 人口
- 雲嘉南地區的人口約佔台灣總人口的1/7，其中台南的人口超過185.1萬人。

| 縣市   | 區域       | 人口數    | 佔台台灣人口的比例 |
| ------ | ---------- | --------- | ------------------ |
| 臺南市 | 37區       | 1,858,302 | 5.50%              |
| 嘉義市 | 2區        | 261,935   | 3.30%              |
| 嘉義縣 | 2市2鎮14鄉 | 477,878   | 3.50%              |
| 雲林縣 | 1市5鎮14鄉 | 657,034   | 3.80%              |

### 直轄市
- 臺南市是雲嘉南地區，最大的城市，人口達到185.1萬人，以都會區而言是台灣第五大都會區，以原省轄台南市而言是臺灣第四大城市，若以國際城市排名則為世界第318大城市。

| 名稱   | 地圖 | 市徽 | 人口數 （2025年2月） | 面積 （km²） | 密度 （人/km²） | 區劃 | 政府所在地    | 市長   |
| ------ | ---- | ---- | -------------------- | ------------ | --------------- | ---- | ------------- | ------ |
| 臺南市 |      |      | 1,858,302            | 2,191.6531   | 847.90          | 37區 | 安平區 新營區 | 黃偉哲 |

### 省轄市
| 名稱   | 地圖 | 市徽 | 人口數 （2025年2月） | 面積 （km2） | 密度 （人/km2） | 區劃 | 政府所在地 | 市長   |
| ------ | ---- | ---- | -------------------- | ------------ | --------------- | ---- | ---------- | ------ |
| 嘉義市 |      |      | 261,935              | 60.0256      | 4,363.72        | 2區  | 東區       | 黃敏惠 |

## 交通

### 高速鐵路
- 台灣高鐵
  - 高鐵雲林站
  - 高鐵嘉義站
  - 高鐵台南站

### 都會區通勤鐵路
- 嘉義市區鐵路高架化計畫
- 台南市區鐵路地下化計畫
- 台南鐵路地下化永康計畫
- 台南鐵路高架化仁德計畫
- 台南鐵路高架化善化計畫
- 新營柳營鐵路高架化計畫

### 區域型通勤鐵路
- 臺灣鐵路管理局沙崙線

### 森林鐵路
- 阿里山森林鐵路
  - 阿里山線
  - 眠月線
  - 神木線
  - 祝山線
  - 水山線

### 捷運系統
- 嘉義捷運（規劃中）
- 臺南捷運（綜合規劃及環境影響評估中）

### 公車捷運系統
- 嘉義公車捷運

### 市區公車
- 雲林縣市區公車
- 嘉義縣市區公車
- 嘉義市公車
- 大台南公車
- 高雄市公車

### 觀光糖業鐵路
- 嘉義縣
  - 糖鐵蔗埕線
- 台南市
  - 糖鐵八翁線
  - 糖鐵蔗埕線

### 航空
- 嘉義機場
- 臺南機場

### 海運
- 布袋商港
- 安平港

### 高速公路
- 中山高速公路
- 福爾摩沙高速公路
- 國道八號

國道3號與台61線、台78線、台84線組成全封閉式道路系統，路線直通北門交流道、官田系統交流道、古坑系統交流道、台西交流道。

### 快速公路
- 台61線
- 台78線
- 台82線
- 台84線
- 台86線

### 都會快速道路

#### 雲林縣
- 大學陸橋-明德陸橋
- 內環陸橋

#### 嘉義市
- 垂楊大橋

#### 臺南市
- 臺南都會區北外環快速道路（第三期興建中）
- 國道八號延伸高架道路（規劃中）
- 永康創意設計園區北側聯外道路（規劃中）
- 新港社大道
- 國道七號（延伸臺南市遠期規劃中）
- 南科聯絡道延伸台一線高架道路
- 台61線（延伸安南區土城子規劃中）

## 外部連結
- 內政部統計月報1.9縣市現住人口

1. ↑  .   [2019-04-01]. （原始内容存档于2018-04-20）.